# 蘭嶼燈塔
蘭嶼燈塔，位處台東縣蘭嶼鄉椰油村。1982年，為增進花蓮港與高雄港間航運的安全，政府在蘭嶼西北側一丘陵的頂端設立蘭嶼燈塔，為該航段除綠島燈塔與鵝鑾鼻燈塔之外的第三座燈塔。此燈塔是台灣海拔最高的燈塔，為白色混凝土結構，目前不對遊客開放。

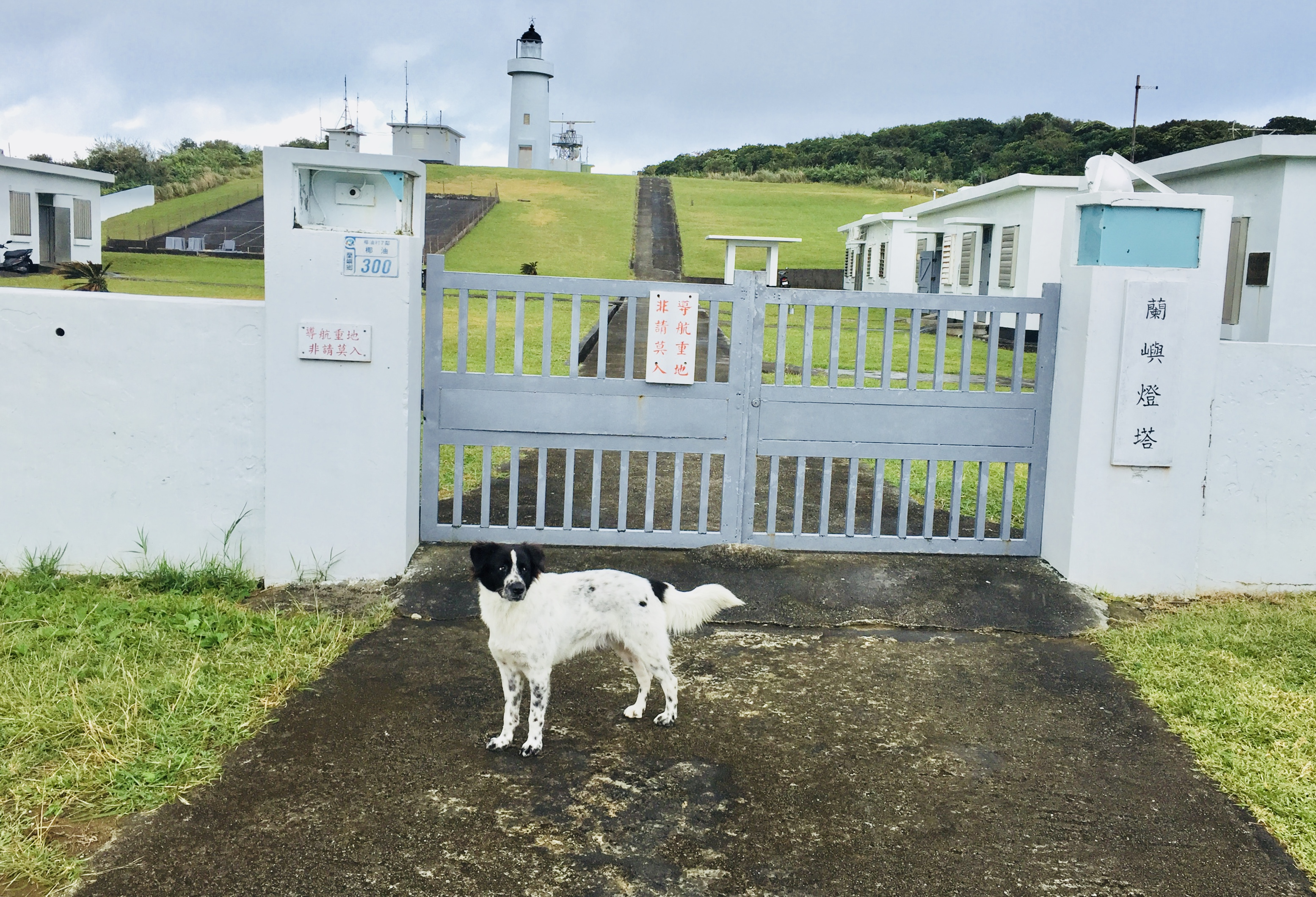
蘭嶼燈塔入口

## 燈塔結構與行政諸元

### 燈塔結構諸元
- 塔高：14.8公尺 [2]。
- 塔身塗色與構造：圓形混凝土塔、外觀漆白，頂層外有環繞陽台。
- 燈高：216.5公尺〈以高潮面至燈火中心計〉。
- 燈質（頻率）：，每24秒白聯閃光4次。
  - 明0.3秒、暗3.7秒。
  - 明0.3秒、暗3.7秒。
  - 明0.3秒、暗3.7秒。
  - 明0.3秒、暗11.7秒。
- 光力： 燭光。
- 公稱光程：26.1浬。
- 明弧：除被本島遮蔽部分外其餘皆見燈光。

### 燈塔行政諸元
- 管轄機關：燈塔原為中華民國財政部關務署管理，已於2013年1月1日轉交由中華民國交通部航港局管轄。
- 人員編制：未知。
- 開放參觀與否：否。

## 外部連結
- 蘭嶼燈塔 （页面存档备份，存于）
- 交通部航港局-蘭嶼燈塔 （页面存档备份，存于）